# Лапландия (Финландия)
Вижте пояснителната страница за други значения на Лапландия.
Лапландия (на фински: Lapin lääni) е най-северната финландска провинция. Столицата на област Лапландия е Рованиеми. Градът е разположен точно на Полярния кръг и е административен, културен и туристически център с население около 35 000 души.

## География
Общата площ на провинцията е 98 946 км2., което я прави най-голямата провинция във Финландия, но и най-слабо заселената (едва 3,6% от жителите на страната живеят в Лапландия).
Релефът на Лапландия е равнинен, на места – леко хълмист. Под песъчливите хълмове – според предание – живеят земните духове. За различните хълмове съществува отделна дума във фински език. Ниските се казват тиева, малко по-високите – рова, още малко по-високите със смесен тип гора – ваара, най-високите, на чийто връх растат няколко иглолистни дървета или храсти – керо. Над всички тях и въпреки това не особено внушителна е планината, наричана тунтури.

## Население
Автохтоното население на областта са саами, малцинство което не надхвърля в днешни дни повече от 7000 души.

## Икономика
Силно развит отрасъл в Лапландия е отглеждането на елени. Статистиката показва, че в Лапландия живеят повече елени, отколкото хора. Те са полудомашни животни, което означава, че всеки елен си има собственик и е маркиран. От друга страна обаче, животните се скитат свободни. Във фермите се прибират само през най-студените зимни дни, когато не могат да намерят нищо за ядене в природата.